# Полијевкт Мелитински
Свети Полијевкт је био хришћански мученик из 3. века.
Град Мелитина јерменска много је наквашена крвљу хришћанском као и сва земља Јерменска. Но прва крв за Христа у овоме граду беше крв светог Полијевкта, просута око 259. године у време царовања Валеријанова. Беху у том граду два пријатеља официра: Неарх и Полијевкт. Неарх крштен, Полијевкт некрштен. Када изађе заповест царева о гоњењу хришћана, Неарх се припремаше за смрт но беше у великој тузи што није успео да свога друга Полијевкта преведе у праву веру. Када Полијевкт сазна узрок туге Неархове, он обећа прећи у веру. Сутрадан исприча он Неарху свој сан; јавио му се беше сам Господ у светлости, скинуо с њега старо одело и обукао га у ново, пресјајно, и поставио га у седло крилатоме коњу. Затим Полијевкт оде у град, исцепа цареву заповест о мучењу хришћана и полупа многе идолске кипове. Би мучен и на смрт осуђен. Кад је изведен на губилиште, угледа он Неарха у гомили света и радосно му викне: „Спасавај се, драги мој друже! Сети се завета љубави међу нама утврђенога!“ И Неарх свети доцније сконча као мученик за Христа у огњу.
Српска православна црква слави га 9. јануара по црквеном, а 22. јануара по грегоријанском календару.